# Rhabdotina purpurascens
Rhabdotina purpurascens är en fjärilsart som beskrevs av William Schaus 1911. Rhabdotina purpurascens ingår i släktet Rhabdotina och familjen nattflyn. Inga underarter finns listade.